# Origanates
Origanates rostratus, és una espècie d'aranya araneomorfa de la subfamília Erigoninae, dins de la família Linyphiidae. És  membre del gènere monotípic Origanates.
És un endemisme dels Estats Units.
Fou descrit per primera vegada per C. R. Crosby i S. C. Bishop l'any 1933,